# Бинарна номенклатура
Бинарната номенклатура е система за наименования от две думи на организмите, като тези наименования се изписват на латински език. За родоначалник на този тип номенклатура се смята Карл Линей, макар че неговата система се отличава в известна степен от съвременните. Първата дума представлява родовото название, а втората се нарича видов епитет. Например: Allium sativum (чесън). Първата дума показва, че се касае за вид от род Allium (лук), а втората (sativum) – че става въпрос точно за чесъна, а не за някой друг от многобройните видове лук. Така името на вида се определя от двете думи заедно. Само едната дума не е достатъчна да ни информира за кой вид става дума. Понякога, като изключение, се допуска след втората дума да има още една, която я пояснява, но тогава двете думи са свързани с тире. Напр. Capsella bursa-pastoris (Овчарска торбичка) или Abies borisii-regis (Цар-Борисова ела). В строго научни текстове след името на вида се изписва съкратено и авторът, който го е описал за пръв път. Например, в случая с Allium sativum L., „L.“ накрая показва, че видът е описан от Линей.
Даването на името на вид, нов за науката, е право на автора, който го описва. Все пак, има препоръчителни указания видовият епитет да съдържа нещо информативно за вида (напр. ако е с едри цветове, да бъде „grandiflorum“, т.е. едроцветен), а не да бъде наречен произволно, да кажем, на някой приятел.
Съществуват известни различия между номенклатурата на различните царства. При номенклатурата на животните се допуска тавтология, т.е. едно и също родово название и видов епитет. Например: Tinca tinca (Лин, вид риба), Bufo bufo (Голяма крастава жаба), Capreolus capreolus (Сърна) и мн. други. При растенията това не е позволено. Затова съществуват Международни кодекси поотделно за номенклатурата на растенията, на животните, на бактериите и т.н.
Ако след името на вида е записано фамилното име на автора и годината в скоби (), то последните означават, че първоначално видът е бил описан в различен род от този, в който се класифицира. Ако в записа са използвани квадратни скоби [], това означава, че или името на автора, или годината на описанието не са ясно посочени в първоначалното описание, а се базират на косвени данни.
Формалното въвеждане на тази номенклатурна система се приписва на Карл Линей, който започва да я използва в труда си Species Plantarum от 1753 г. Все пак, Каспар Баухин я използва още през 1622 г. в труда си Pinax theatri botanici, като много от родовите имена по-късно са адаптирани от Линей.